# Federico Torre (politico)
Federico Torre (Benevento, 27 aprile 1815 – Roma, 6 dicembre 1892) è stato un militare, politico e lessicografo italiano.

## Biografia
Compiuti nella città nativa gli studi umanistici, per i quali ebbe sempre grande predilezione, nel 1840 si laureò alla Sapienza di Roma in filosofia e matematica; nel 1843  conseguì anche la laurea in ingegneria e si dedicò a quest'ultima attività, senza mai trascurare gli studi umanistici della sua adolescenza.
Tenente d'artiglieria nell'esercito pontificio, prese parte alla prima guerra d'indipendenza (1848) agli ordini del generale Durando. Sul monte Berico, presso Vicenza, il 10 giugno 1848 Federico Torre difese eroicamente la posizione a lui affidata contro le esuberanti forze austriache e, ferito, fu ultimo a ritirarsi dal diseguale conflitto.
Aderì alla Repubblica Romana, collaborando all'organizzazione militare degli insorti. Costretto all'esilio, a Torino nel 1856 collaborò col lessicografo Luigi della Noce alla compilazione del Vocabolario latino-italiano a uso degli studenti.
Aderì anche alla compilazione del "Dizionario della lingua italiana" che un altro profugo, il Tommaseo, doveva poi portare a termine (1861-1879).  
Nel 1859 entrò nelle forze armate piemontesi. Partecipò anche alla seconda guerra d'indipendenza e gli fu affidato l'incarico di reclutare l'esercito e di introdurre la leva in tutte le regioni d'Italia. In quest'ufficio, da lui tenuto per trent'anni, Torre raggiunse il grado di tenente generale.
Fu deputato per sei legislature, eletto sempre nel collegio di Benevento.
Nel 1884 venne nominato senatore del Regno d'Italia nella XV legislatura.

## Opere
- Federico Torre e Luigi della Noce, Vocabolario latino-italiano: compilato ad uso delle scuole, Torino, G. Favale e comp., 1856.